# Victor/Victoria (musical)
Victor/Victoria es un musical con libreto de Blake Edwards, música de Henry Mancini, letras de Leslie Bricusse y canciones adicionales de Frank Wildhorn. Está basado en la película del mismo nombre de 1982, que a su vez es un remake del filme cómico alemán de 1933 Viktor und Viktoria, dirigido por Reinhold Schünzel a partir de un guion propio. Mancini falleció antes de completar la partitura, así que Wildhorn fue contratado para finalizar su trabajo.
Al igual que en la película original, la acción se sitúa en el sofisticado París de los años 30, donde Victoria Grant, una soprano inglesa sin un centavo, idea un plan junto a un maestro de ceremonias gay para hacerse pasar por un transformista de nombre Victor. Pronto se convierte en la sensación de la noche parisina, pero las cosas se complican con la llegada de King Marchand, un gánster de Chicago que se siente atraído por la estrella. 
La producción original de Broadway se estrenó en 1995 y despertó cierta controversia cuando su protagonista Julie Andrews rechazó su nominación al Tony, la única que recibió el espectáculo, al considerar que el resto de sus compañeros habían sido infravalorados.

## Desarrollo
Tras el éxito de la película original, Blake Edwards planteó la posibilidad de convertirla en un musical de Broadway, con Julie Andrews y Robert Preston repitiendo como protagonistas. Sin embargo, Preston se desentendió del proyecto al considerarlo económicamente inviable y la idea fue descartada.
No sería hasta los años 90 cuando la adaptación teatral de Victor/Victoria finalmente vio la luz. Antes de su llegada a los escenarios neoyorquinos, la obra se representó a modo de prueba en el Orpheum Theatre de Mineápolis y en el Shubert Theatre de Chicago entre los meses de junio y septiembre de 1995.

## Producciones

### Broadway
El estreno oficial en Broadway tuvo lugar el 25 de octubre de 1995 en el Marquis Theatre, con Julie Andrews como Victoria Grant, Tony Roberts como Toddy, Michael Nouri como King Marchand, Rachel York como Norma Cassidy, Gregory Jbara como Squash, Adam Heller como Henri Labisse y Richard B. Shull como André Cassell. El equipo creativo estuvo formado por el propio Blake Edwards en la dirección, Rob Marshall en la coreografía, Robin Wagner en el diseño de escenografía, Willa Kim en el diseño de vestuario, Jules Fisher y Peggy Eisenhauer en el diseño de iluminación, Peter Fitzgerald en el diseño de sonido y Ian Fraser en la dirección musical.
Cuando Julie Andrews recibió la única nominación a los premios Tony de toda la producción, la actriz lo consideró un menosprecio al resto de la compañía y decidió rechazar su candidatura públicamente. Este incidente provocó bastante revuelo en los medios de comunicación e hizo que la venta de entradas se disparase. Andrews también se negó a actuar en la ceremonia de entrega de los Tony de ese año.
Del 7 de enero al 2 de febrero de 1997, Liza Minnelli interpretó el papel protagonista coincidiendo con las vacaciones de Julie Andrews. Durante la estancia de Minnelli en el espectáculo, la canción «Who Can I Tell» fue incorporada como final del primer acto, en sustitución de «Crazy World». El paso de Minnelli por Victor/Victoria también estuvo unido a la polémica debido a los continuos roces de la actriz con su compañero de reparto Tony Roberts.
En junio de 1997, Julie Andrews se vio obligada a abandonar la producción permanentemente al desarrollar problemas vocales. Fue reemplazada por Raquel Welch, pero sin su estrella principal, el musical apenas se mantuvo un mes más en cartel. El 27 de julio de 1997, Victor/Victoria bajó el telón por última vez en Broadway, habiendo realizado un total de 734 funciones regulares y 25 previas.

### Madrid
En España se estrenó el 28 de septiembre de 2005 en el Teatro Coliseum de Madrid, de la mano de la empresa Stage Entertainment, que creó para la ocasión una producción completamente nueva con coreografía de Barry McNabb, diseño de escenografía de Alberto Negrín, diseño de vestuario de Henri Laurenti, diseño de iluminación de Ariel del Mastro, diseño de sonido de Gastón Briski y dirección musical de Alberto Favero. La dirección corrió a cargo de Jaime Azpilicueta, quien además realizó la traducción del texto, mientras que las letras fueron adaptadas al castellano por Albert Mas-Griera.
El espectáculo estuvo protagonizado por la cantante y actriz Paloma San Basilio como Victoria Grant, suponiendo este papel su cuarta incursión en el musical después de Evita, El hombre de La Mancha y My Fair Lady. Junto a ella, Francisco Valladares como Toddy, Manuel Navarro como King Marchand, Noemí Mazoy como Norma Cassidy, David Amón como Squash, Javier Enguix como Henri Labisse y Lorenzo Valverde como André Cassell completaron el elenco principal. Posteriormente, Bruno Squarcia se incorporó a la compañía como alternante de King Marchand.
La versión española de Victor/Victoria sufrió diversos cambios respecto al montaje original de Broadway, eliminando varios números musicales, añadiendo otros nuevos y modificando el orden de algunas escenas. La canción «The Shady Dame from Seville» fue recuperada de la película original, en sustitución de «Louis Says», mientras que «Who Can I Tell», el tema escrito especialmente para Liza Minnelli, se utilizó como final del primer acto, desplazando a «Crazy World» a la segunda mitad de la obra. También se incluyó una canción inédita de Leslie Bricusse titulada «Attitude» en lugar de «You & Me», que fue movida al primer acto. El dúo de amor «Almost a Love Song» se eliminó por completo y el reprise final de «Living in the Shadows» fue reemplazado por otro de «Who Can I Tell».
Después de casi siete meses en cartel y más de 200 representaciones, el musical se despidió definitivamente de los escenarios madrileños el 16 de abril de 2006.

### Buenos Aires
Victor/Victoria se representó en el Teatro El Nacional de Buenos Aires entre el 9 de mayo de 2006 y el 29 de julio de 2007, festejando los cien años del remodelado escenario. Dirigido y coreografiado por Gustavo Zajac, el montaje contó con Valeria Lynch como Victoria Grant, Raúl Lavié como Toddy, Fabián Gianola como King Marchand (reemplazado en la segunda temporada por Nacho Gadano), Karina K como Norma Cassidy, Omar Calicchio como Squash, Omar Pini como Henri Labisse y Martín O'Connor como André Cassell. La principal diferencia de esta versión respecto a la puesta en escena original de Broadway fue la utilización de «Gay Paree», la canción de apertura de la película de 1982, en lugar de «Paris by Night».
Tras su paso por Buenos Aires, la producción fue transferida al Teatro Teletón de Santiago de Chile entre el 4 y el 9 de septiembre de 2007.

### Ciudad de México
La versión mexicana estuvo en cartel entre el 29 de noviembre de 2006 y el 13 de enero de 2008 en el Teatro de los Insurgentes de Ciudad de México, con un reparto encabezado por Daniela Romo como Victoria Grant, Mauricio Herrera como Toddy, Lisardo Guarinos como King Marchand, Lisset como Norma Cassidy (posteriormente reemplazada por Chantal Andere), Gabriel de Cervantes como Squash, Antonio López como Henri Labisse y Eugenio Montessoro como André Cassell.
El montaje incluyó una nueva canción de Frank Wildhorn titulada «You Don't Choose Love», en sustitución del reprise de «Paris by Night», y además recuperó el tema «Gay Paree» de la película original para el número de apertura.

### Otras producciones
Tras el cierre en Broadway, una producción en gira recorrió Estados Unidos entre septiembre de 1998 y junio de 1999, con Toni Tennille, la mitad del dúo Captain & Tennille, en el papel principal.
El 4 de agosto de 2005 se estrenó en el Teatro Nacional de Santo Domingo, República Dominicana, protagonizado por Cecilia García como Victoria Grant y Freddy Beras Goico como Toddy. El montaje supuso la première mundial del musical en español, todo un hito en la historia del teatro dominicano.
En Uruguay debutó el 14 de agosto de 2006 en el Teatro Alianza de Montevideo, con Adriana Da Silva (Victoria Grant) y Nacho Cardozo (Toddy) al frente del reparto.
Aunque Victor/Victoria nunca se ha representado dentro del circuito comercial del West End, una versión de pequeño formato pudo verse entre el 25 de octubre y el 15 de diciembre de 2012 en la Southwark Playhouse de Londres, protagonizada por Anna Francolini.

## Números musicales
Producción original de Broadway
| Acto I - «Overture» — Orquesta - «Paris by Night» — Toddy, compañía - «If I Were a Man» — Victoria - «Trust Me» — Toddy, Victoria - «Rehearsal at Cassell's Nightclub» — Compañía - «Le Jazz Hot» — Victor, compañía - «The Tango» — Victor, Norma - «Paris Makes Me Horny» — Norma - «Crazy World» — Victoria | Acto II - «Entr'acte» — Orquesta - «Louis Says» — Victor, compañía - «King's Dilemma» — King - «Apache» — Compañía - «You & Me» — Toddy, Victor - «Paris by Night (Reprise)» — Florista - «Almost a Love Song» — Victoria, King - «Chicago, Illinois» — Norma, compañía - «Living in the Shadows» — Victoria - «Living in the Shadows (Reprise)» — Victoria - «Victor/Victoria» — Victoria, Toddy, compañía |

Producción original de Madrid
| Acto I - «Obertura» — Orquesta - «Noche en París» — Toddy, compañía - «Si yo fuera un hombre» — Victoria - «Créeme» — Toddy, Victoria - «Ensayo en el Club Cassell» — Compañía - «Le Jazz Hot» — Victor, compañía - «Tú y yo» — Toddy, Victor - «Tango» — Victor, Norma - «París me calienta» — Norma - «Decir la verdad» — Victoria | Acto II - «Entreacto» — Orquesta - «Sevilla» — Victor, compañía - «El dilema de King» — King - «Apache» — Compañía - «Glamour» — Victor - «Noche en París (Reprise)» — Victoria, florista - «Mundo cruel» — Victoria - «Chicago, Illinois» — Norma, compañía - «Vives entre sombras» — Victor - «Decir la verdad (Reprise)» — Victoria - «Victor/Victoria» — Victoria, Toddy, compañía |

## Repartos originales
| Personaje      | Broadway (1995)  | Madrid (2005)        | Buenos Aires (2006) | Ciudad de México (2006) |
| Victoria Grant | Julie Andrews    | Paloma San Basilio   | Valeria Lynch       | Daniela Romo            |
| Toddy          | Tony Roberts     | Francisco Valladares | Raúl Lavié          | Mauricio Herrera        |
| King Marchand  | Michael Nouri    | Manuel Navarro       | Fabián Gianola      | Lisardo Guarinos        |
| Norma Cassidy  | Rachel York      | Noemí Mazoy          | Karina K            | Lisset                  |
| Squash         | Gregory Jbara    | David Amón           | Omar Calicchio      | Gabriel de Cervantes    |
| Henri Labisse  | Adam Heller      | Javier Enguix        | Omar Pini           | Antonio López           |
| André Cassell  | Richard B. Shull | Lorenzo Valverde     | Martín O'Connor     | Eugenio Montessoro      |

## Grabaciones
Existen varios álbumes interpretados en sus respectivos idiomas por los elencos de Broadway (1995), Alemania (2005) y México (2006). Además, la producción original de Broadway protagonizada por Julie Andrews fue grabada en vídeo y emitida por televisión. 
El único álbum en español editado hasta la fecha es el del reparto original mexicano, aunque también existe una grabación del tema «Le Hot Jazz» por Paloma San Basilio que se realizó para promocionar el montaje de Madrid. Posteriormente, la cantante española incluyó una versión de «Living in the Shadows» en su disco Invierno sur.

## Premios y nominaciones

### Producción original de Broadway
| Año  | Premio           | Categoría                             | Nominado      | Resultado |
| ---- | ---------------- | ------------------------------------- | ------------- | --------- |
| 1996 | Tony Award       | Mejor actriz principal en un musical  | Julie Andrews | Nominada  |
| 1996 | Drama Desk Award | Mejor actriz en un musical            | Julie Andrews | Ganadora  |
| 1996 | Drama Desk Award | Mejor actriz de reparto en un musical | Rachel York   | Ganadora  |
| 1996 | Drama Desk Award | Mejor diseño de escenografía          | Robin Wagner  | Nominado  |

### Producción original de Madrid
| Año  | Premio                    | Categoría               | Nominado       | Resultado |
| ---- | ------------------------- | ----------------------- | -------------- | --------- |
| 2007 | Premio del Teatro Musical | Mejor dirección musical | Alberto Favero | Nominado  |